# Dušan Sitek
Dušan Sitek (* 23. února 1955 Nový Bohumín) je český divadelní, filmový a televizní herec.

## Životopis
Vyučil se kuchařem a absolvoval hotelovou školu v Mariánských Lázních, ale poté se rozhodl pro hereckou dráhu a v roce 1981 absolvoval na pražské DAMU. Po absolvování DAMU působil v Divadle Petra Bezruče a Slezském divadle Opava. Následně byl 25 let v angažmá v Městském divadle Zlín, poté v letech 2010 až 2015 v pražském Divadle pod Palmovkou. Zde ztvárnil mimo jiné roli logopeda Lionela Logua v inscenaci Králova řeč. Získal tři nominace na Cenu Alfréda Radoka a v roce 2008 byl nominován na Cenu Thálie (za roli Lízala v Maryše).
Po přechodu do pražského angažmá začal být obsazován i do televizních seriálů a filmů. Objevil se v malých rolích v řadě televizních seriálů (Kriminálka Anděl, Četníci z Luhačovic, Atentát nebo Dáma a Král) i filmů (Ostravak Ostravski, Havel nebo Atlas ptáků). V letech 2015 až 2017 ztvárnil Jardu Racka v kriminálním seriálu Policie Modrava, v roce 2018 si zahrál Josefa Gawlase v dvojdílném televizním filmu Metanol.

## Filmografie

### Film
| Rok  | Název                       | Role                |
| ---- | --------------------------- | ------------------- |
| 1999 | Hanele                      |                     |
| 2007 | Návrat do Červeného města   | Hoffman             |
| 2008 | Trofej                      |                     |
| 2013 | Chameleon                   |                     |
| 2014 | Hodinový manžel             | policista           |
| 2016 | Ostravak Ostravski          | Jarkův otec         |
| 2016 | Jak se zbavit nevěsty       | pacient             |
| 2016 | Taxi 121                    | vrah Otto Bleier    |
| 2018 | Metanol                     | Josef Gawlas        |
| 2020 | Havel                       | prokurátor          |
| 2021 | Atlas ptáků                 | soudce              |
| 2022 | Tři Tygři ve filmu: JACKPOT | mafiánský boss Král |
| 2022 | Promlčeno                   | bohatý klient       |
| 2023 | Manželé Stodolovi           | Grolmus             |
| 2024 | Vlny                        |                     |
| 2024 | Neslyším ničeho             |                     |

### Televize
| Rok       | Název                                | Role                          | Poznámky                                     |
| --------- | ------------------------------------ | ----------------------------- | -------------------------------------------- |
| 2003      | Četnické humoresky                   | Rýgl                          | televizní seriál, díl: Ohněstrůjce           |
| 2011      | Vyprávěj                             | prodávající auto              | televizní seriál, díl: Chmelová brigáda      |
| 2011      | Znamení koně                         |                               | televizní seriál, díl: Podraz                |
| 2011      | Okno do hřbitova                     | primář Krofta                 | televizní seriál, díl: Poslání               |
| 2013      | Gympl s (r)učením omezeným           |                               | televizní seriál, díl: Samé jedničky         |
| 2013      | Cyril a Metoděj – Apoštolové Slovanů | Vardas                        | televizní minisérie                          |
| 2014      | Život a doba soudce A. K.            | MUDr. Formánek                | televizní seriál, díl: Rodina                |
| 2014      | Doktoři z Počátků                    | psycholog Doubek              | televizní seriál, díl: Výlety                |
| 2014      | Kriminálka Anděl                     | pan Pavlíček                  | televizní seriál, díl: Boj o lodě            |
| 2015      | Mamon                                | Max                           | televizní seriál, vedlejší role              |
| 2015      | Atentát                              |                               | televizní seriál, díl: Právo na prodej       |
| 2015–2017 | Policie Modrava                      | Jarda Racek                   | televizní seriál                             |
| 2016      | Rapl                                 | Steigerwald                   | televizní seriál, díl: Krvavý revír          |
| 2017      | Polda                                | Mudra                         | televizní seriál, díl: Páté přikázání        |
| 2017      | Specialisté                          | Kamil Paulus                  | televizní seriál, díl: Popáleniny            |
| 2017      | Trapný padesátky                     | kupec                         | televizní seriál, díl: Zrození               |
| 2017      | Svět pod hlavou                      |                               | televizní seriál, díl: Anděl odplaty         |
| 2017      | Četníci z Luhačovic                  | Kebr, luhačovický zastavárník | televizní seriál, díl: Pytláci               |
| 2018      | Dáma a Král                          |                               | televizní seriál, díl: Jak ukrást Rembrandta |
| 2019      | Sever                                | Lubor Smrček                  | televizní seriál, 2 díly                     |
| 2019      | Modrý kód                            |                               | televizní seriál, díl: Nůž do zad            |
| 2019      | Černé vdovy                          | Janův strýc                   | televizní seriál                             |
| 2019      | Jak si nepodělat život               | tchán                         | televizní cyklus, díl: Můj bezvadnej život   |
| 2021      | Hvězdy nad hlavou                    | profesor                      | televizní seriál, díl: Výstava               |
| 2021      | Ochránce                             | učitel                        | televizní seriál, díl: Slabý kus             |
| 2022      | Zoo                                  | RNDr. Josef Hruška            | televizní seriál, vedlejší role              |
| 2022      | Dáma a Král                          |                               | televizní seriál, díl: Na kolejích čeká smrt |
| 2022      | Stíny v mlze                         | Eduard Škoda                  | televizní seriál, díl: Doba                  |
| 2024      | Kriminálka Anděl                     |                               | televizní seriál, díl: Táta z velkého domu   |

## Divadelní role, výběr
- 2008 Alois Mrštík, Vilém Mrštík: Maryša, Lízal, Městské divadlo Zlín, režie Martin Františák
- 2009 Lars von Trier, Daniel Hrbek, Martina Kinská: Kdo je tady ředitel?, Finnur, Městské divadlo Zlín a Švandovo divadlo, režie Pavel Khek (verze v Městském divadle Zlín), Daniel Hrbek (verze ve Švandově divadle)
- 2018 Jiří Hubač: Hraběnka, hoteliér Krása, Divadlo Palace, režie Petr Hruška[9]
- 2018 Donald L. Coburn: Gin Game, Martin Weller, Vršovické divadlo MANA, režie Ondřej Zajíc[10]
- 2019 Petra Soukupová, David Košťák: Pod sněhem, Otec, Jihočeské divadlo, režie Jana Kališová[11]